# Сражение у деревни уичита
Сражение у деревни уичита (англ. Battle of the Wichita Village), также известное как Сражение у Раш-Спрингс (Battle of Rush Springs), — вооружённое столкновение между американской армией и команчами, произошедшее 1 октября 1858 года на Индейской территории. В начале 1858 года число набегов враждебных индейцев на техасский фронтир значительно возросло и Военное министерство США отправило карательную экспедицию на территорию команчей.
После сражения с техасскими рейнджерами у реки Литл-Роб-Крик команчи обвинили своих союзников уичита в том, что их воины были среди проводников американцев. Уичита удалось убедить лидеров команчей в ошибочности их мнения. Вожди уичита пригласили команчей посетить их деревню и заключить мирное соглашение. В конце сентября 1858 года к селению уичита прибыла большая группа команчей. Пока они гостили у уичита, их лагерь посетил лейтенант американской армии Пауэлл и пригласил в форт Арбакл для мирных переговоров. Уверенные в том, что им не грозит нападение после визита Пауэлла, команчи не позаботились об охране лагеря.
Индейские скауты обнаружили лагерь команчей в пойме реки Раш-Крик и солдаты атаковали его. В начале боя скауты разогнали табун лошадей команчей, предоставив тем самым преимущество конным солдатам армии США. Команчи оказались застигнуты врасплох и были вынуждены сражаться пешими. Используя многочисленные овраги и кустарники, которые препятствовали продвижению солдат, команчи оказали ожесточённое сопротивление. После двухчасового боя команчи отступили, потеряв убитыми и ранеными около 70 человек. У кавалеристов четыре человека были убиты, а один солдат пропал без вести и предположительно тоже был убит. Бревет-майор Эрл Ван Дорн, командующий американскими силами, был тяжело ранен, но, вопреки опасениям, выжил. Индейский лагерь был полностью уничтожен — команчи лишились 120 типи, оружия, одежды, выделанных шкур и запасов продовольствия. После того как Ван Дорн стал чувствовать себя лучше, его поместили на носилки, и американское войско покинуло поле боя.
Военный министр Джон Флойд и главнокомандующий армии Уинфилд Скотт высоко оценили победу Ван Дорна, но для жителей Техаса она мало что изменила. Набеги враждебных индейцев на пограничные районы штата не ослабли, и война с команчами продолжилась.

## Предыстория
После того как 29 декабря 1845 года Соединённые Штаты Америки присоединили Республику Техас и признали Техас 28-м штатом США, его жители потребовали от федерального правительства выселения индейских племён за пределы штата. В отличие от других штатов, Техас был независимой республикой и договор о присоединении сохранил в нём все общественные земли, поэтому федеральные чиновники не могли ими распоряжаться. Власти Техаса не хотели выделять земли под резервации и продолжали распродавать территории для поощрения новых поселений. Индейцы, в свою очередь, продолжали сопротивляться появлению новых евроамериканских поселений и настаивали на проведении границы, которую белые не смогут пересекать без их разрешения. Этого правительство США не могло сделать, не нарушив при этом договора о присоединении и техасских законов, как не могло оно и предотвратить проникновение белых поселенцев на индейские земли.
Несмотря на все проблемы, вскоре после аннексии Техаса федеральные власти выслали комиссионеров для заключения договоров о мире с индейскими племенами. В январе 1846 года они встретились с лидерами кичай, кэддо, тонкава и уичита. При заключении договора также присутствовали некоторые пенатека-команчи. Через три месяца вожди пенатека встретились с комиссионерами и подписали соглашение о мире и дружбе. В нём они признавали суверенитет Соединённых Штатов и соглашались не пересекать линию поселений, торговать только с лицензированными торговцами, выдавать преступников по требованию американских властей, вернуть белых пленников и украденных лошадей, помогать пресекать незаконную торговлю оружием и спиртными напитками. Со своей стороны правительство США обязывалось основать торговые посты, предоставить мастеров для починки огнестрельного оружия, выдать товаров на сумму 10 000 долларов и остановить продвижение белых людей на земли команчей. Любой евроамериканец, желающий попасть на их территорию, обязан был для этого получить пропуск, подписанный президентом США. Договор с пенатека-команчами был ратифицирован Сенатом США и подписан Джеймсом Полком в начале 1847 года.
Однако договор с пенатека был нарушен ещё до того, как его подписал президент США. Федеральные власти не могли помешать белым поселенцам проникать на индейские земли и техасский фронтир неуклонно продолжал двигаться на запад, к тому же правительство штата активно поддерживало это продвижение. Команчи же продолжали свои набеги на поселения евроамериканцев и отказывались возвращать пленников и угнанных лошадей. В 1848 году в Калифорнии было обнаружено золото и тысячи золотоискателей заполонили индейские земли. Они готовы были покупать лошадей и команчи увеличили свои набеги на Техас и Северную Мексику.

## Техасский фронтир в середине XIX века

### Экспансия США и команчский барьер: 1847—1852

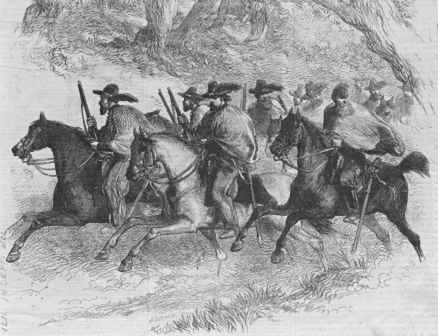
Раннее изображение группы техасских рейнджеров, около 1845 г.

Когда началась Американо-мексиканская война, крупные части американских войск прошли по тропе Санта-Фе через территорию северных команчей и тем самым отвели от фронтира угрозу индейских набегов. Поскольку федеральные силы были заняты войной с Мексикой, правительство США уполномочило Техас вести борьбу с индейцами самостоятельно и для этой цели штатом было создано 9 новых рейнджерских рот. Кроме того, весной 1847 года западнее современного города Додж-Сити был основан форт Манн — первый военный пост на тропе Санта-Фе. Другим важным событием в истории фронтира стало назначение на пост индейского агента в Техасе майора Роберта Нейборса, который был известен как справедливый и решительный защитник интересов индейцев. Благодаря своим личным качествам и дружбе с влиятельными вождями пенатека, он практически в одиночку поддерживал мир с команчами в течение двух лет. Завершение войны с Мексикой должно было принести мир на техасский фронтир, поскольку американская армия теперь освободилась для того, чтобы заняться враждебными индейцами, но этого не случилось.
В 1849 году проходящие через индейские земли караваны мигрантов принесли на Равнины евразийские эпидемии. От эпидемий вымерла примерно половина пенатека, включая всех их вождей, не менее жестоко пострадали и другие племена команчей. Когда эпидемии стали ослабевать, команчи осознали связь между ними и присутствием белых на индейских землях, и число их набегов резко возросло. Воины команчей обрушились на техасский фронтир в надежде замедлить, если не остановить его продвижение. Законодательный орган Техаса сообщал, что в течение 1849 года более 200 белых были убиты, ранены или взяты в плен, а имущественный ущерб составил более 103 000 долларов. Рост числа набегов команчей заставил американскую армию принять новые меры для обороны фронтира. Военные США создали цепь гарнизонов, которая пересекала центр штата, основав для этого 8 аванпостов вдоль линии от форта Уэрт на реке Тринити до форта Данкан на Рио-Гранде. Однако военные укрепления были выстроены слишком близко к району поселений и сами привлекали к себе новых мигрантов. Через некоторое время посты оказались позади линии поселений и стали бесполезны.

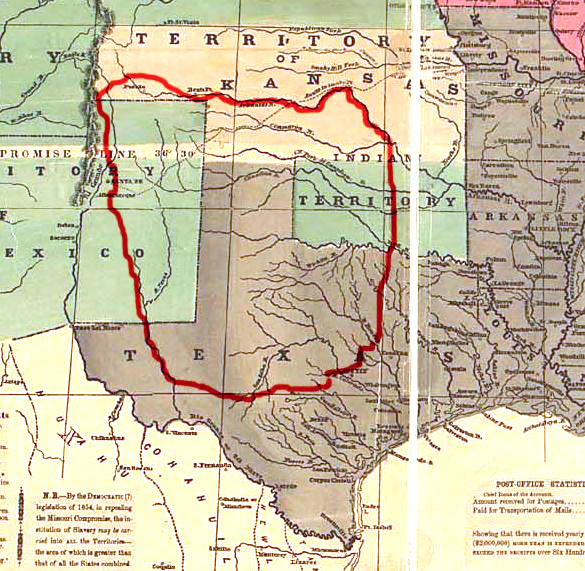
Команчерия, традиционная территория команчей около 1850 г.

Весной 1850 года американские власти провели новые переговоры с липан-апачами и пенатека в верховьях реки Бразос. Их единственным сто́ящим результатом было открытие факта, что пенатека располагают всего примерно 500 воинами, а не 10—20 тысячами, как ранее считали американские военные. 10 декабря того же года представители правительства США заключили мирный договор с кэддо, липанами, куапо, тавакони, вако и пенатека на реке Спринг-Крик, притоке Сан-Сабы. Поскольку главный комиссар Джон Роллинс был сильно болен, то большую часть переговоров вели техасские агенты Роберт Нейборс и Джон Форд. Со стороны индейцев ведущим вождём на совете был лидер пенатека-команчей Горб Бизона. Согласно заключённому договору индейцы были обязаны выдавать своих соплеменников, совершивших преступления против белых, освободить пленников и изгонять со своей территории торговцев спиртным. Правительство США обязывалось выплачивать ежегодную ренту и посылать к индейцам миссионеров, учителей, кузнецов и лицензированных торговцев. Кроме того, Горб Бизона соглашался установить границу между землями команчей и белыми поселениями — она должна была проходить вдоль линии аванпостов от реки Колорадо и далее на запад до верховьев Ллано. Как и раньше, в соглашении ничего не говорилось о сдерживании проникновения белых на индейские территории. Этот договор привёл в ярость другие племена команчей, которые его не подписали и игнорировали.
Однако договор не был ратифицирован правительством США, и ни одна из сторон не соблюдала его положения. Поселенцы продолжали занимать индейские земли, а команчи не прекратили свои набеги на караваны и поселения белых. С быстрым сокращением численности бизонов индейские племена юга Великих равнин всё более нищали. В 1852 году летняя засуха привела к угрозе голода среди индейцев, что вынудило команчей и их соседей заняться грабительскими рейдами ради собственного пропитания. От этого вновь страдал техасский фронтир, но куда больше страдала Северная Мексика. Мексиканское правительство заявило протест Соединённым Штатам, требуя от них выполнения условий договора о предотвращении индейских набегов. Поселенцы техасского фронтира обращались одновременно к федеральным властям и правительству штата, преувеличивая реальную опасность и размеры ущерба и требуя решительных мер против враждебных индейцев. В то время как кавалерийские части были высланы к американо-мексиканской границе, офицеры действовали согласно приказам, запрещающим вступать в бой с индейцами, пока они не будут пойманы с поличным во время рейда. Подобных случаев было крайне мало и набеги продолжились.

### Назначение Дэвиса и изменение военного курса США: 1853—1857

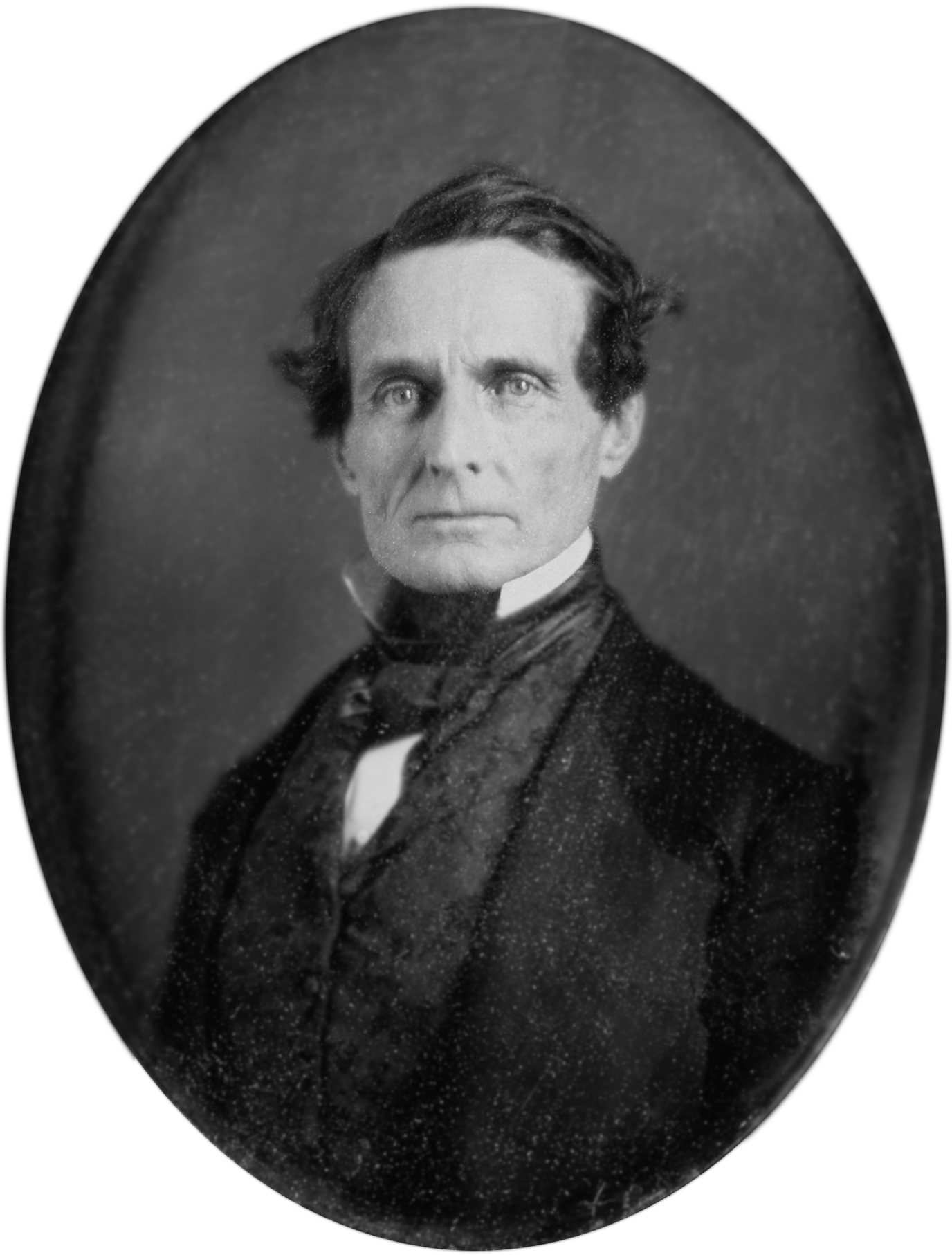
Джефферсон Дэвис в возрасте около 45 лет, 1853 г.

В 1853 году президентом США стал Франклин Пирс, который назначил новым военным министром Джефферсона Дэвиса. Выпускник Военной академии США и бывший драгун Дэвис был по своей натуре империалистом, полагающим, что Соединённые Штаты имеют право на любые действия против коренных народов ради осуществления экспансии на Запад. Способный и энергичный, он признавал особенности Дикого Запада в географическом и военном отношениях и избрал курс на решительные наступательные действия. Дэвис стал укреплять и реорганизовывать американскую армию, меняя военный курс и готовя солдат и офицеров к конной войне на Равнинах. Признав неэффективность аванпостов и пехотных операций, министр пришёл к выводу, что лишь значительные кавалерийские гарнизоны смогут патрулировать фронтир, преследовать и наказывать совершающих набеги индейцев и положить конец угрозе, исходящей от быстрых конных отрядов. Дэвис принялся убеждать Конгресс США в необходимости увеличения численности кавалерии. Одним из противников этого был первый президент Республики Техас Сэм Хьюстон. Выступая в Сенате США, он заметил, что во времена Республики расходы на войну с индейцами не превышали 10 000 долларов в год, при этом жители Техаса страдали от индейских рейдов намного меньше. 
Дэвис решил усилить техасские гарнизоны и расширить права местных офицеров по принятию мер против враждебных индейцев. Результатом было заметное снижение числа набегов команчей в 1853 году. Одновременно он надавил на правительство Техаса, чтобы создать систему индейских резерваций в пределах  штата. 30 мая 1854 года Франклин Пирс подписал закон Канзас-Небраска, выделив два новых региона из прежней Индейской территории и открыв их для белых поселенцев. Наплыв евроамериканцев на новые территории и увеличение их числа на дорогах Дикого Запада, исчезновение дичи и распространение евразийских эпидемий — всё это привело к новым конфликтам с индейцами Великих равнин. 3 марта 1855 года Конгресс США принял закон о создании двух кавалерийских полков. Уже 26 марта военный министр издал приказ о создании этих полков и назначении в них офицеров. 1-й и 2-й кавалерийские полки были сформированы в  казармах Джефферсона близ Сент-Луиса. В августе 1-й кавалерийский под командованием полковника Эдвина Самнера был переведён в форт Ливенворт, а 2-й полк, который возглавил полковник Альберт Сидни Джонстон, формировался специально для Техаса.

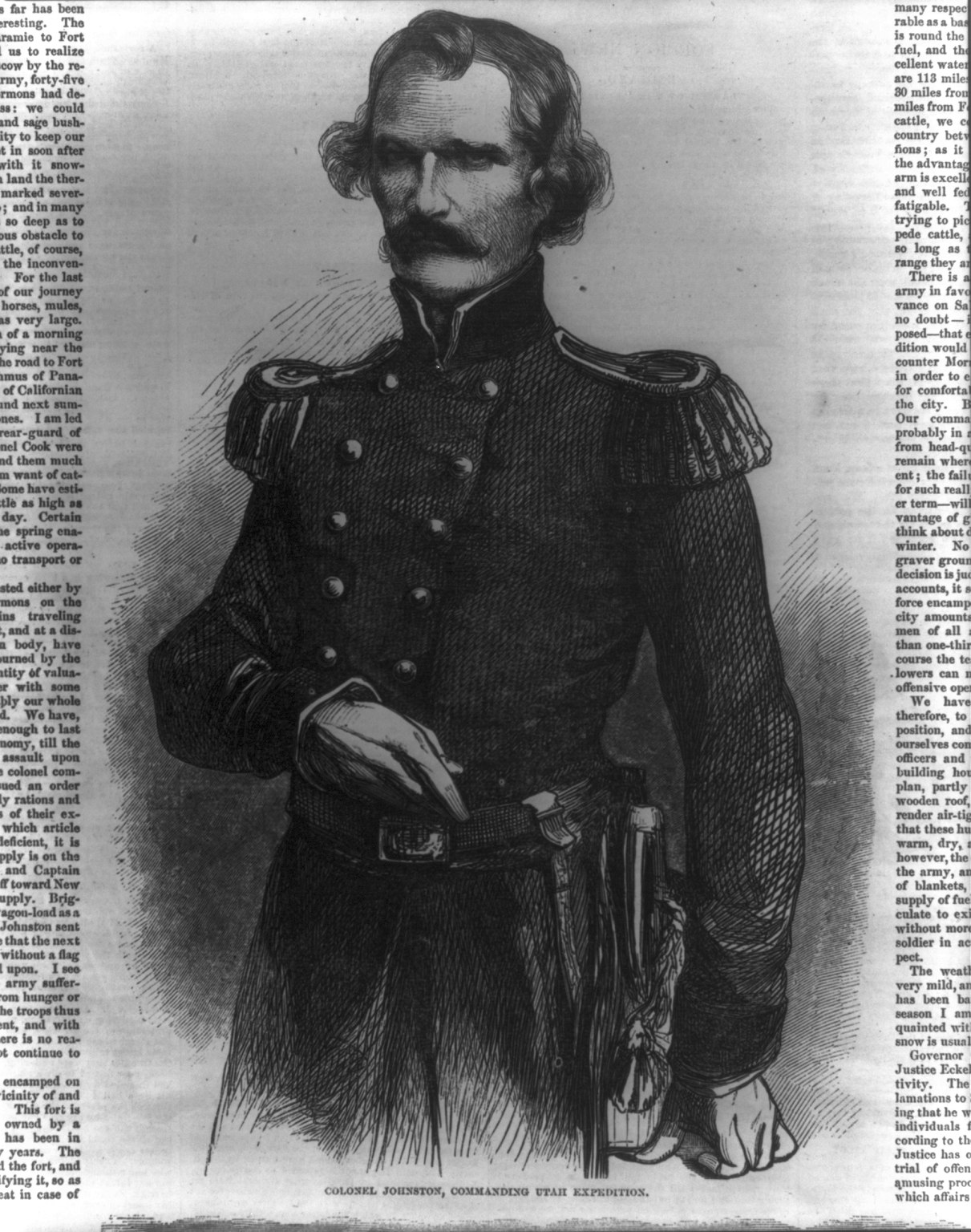
Полковник Альберт Сидни Джонстон, 1858 г.

В конце октября 1855 года 2-й кавалерийский полк покинул казармы Джефферсона и направился на юг. Офицеры получили приказы, согласно которым они могли преследовать и карать любых индейцев в штате, обнаруженных вне резерваций, что избавляло американских военных от заботы отделения враждебных аборигенов от дружественных. Обеспечив себе помощь скаутов-делаваров, Джонстон разработал план активного патрулирования. В феврале и марте 1856 года патрули полка имели несколько стычек с враждебными индейскими отрядами, а 1 апреля Альберт Сидни Джонстон был назначен командующим Техасским департаментом и штаб полка был переведён в Сан-Антонио. В течение 1856 года полк имел около 30 столкновений с индейцами, в которых они несли серьёзные потери. Результатом стало заметное ослабление набегов команчей и их соседей. Индейский агент Нейборс, который не был склонен хвалить армию, высоко отзывался о Джонстоне и его кавалеристах, он писал из резервации Бразос в своём отчёте: «На нашей границе в течение последних трёх месяцев царила тишина, невиданная доселе. Такое положение вещей объясняется энергичными действиями 2-го кавалерийского полка под командованием полковника А. С. Джонстона».
В мае 1857 года Джонстон был сменён на посту командующего Техасским департаментом бригадным генералом Дэвидом Твиггсом, а в конце июля его отправили в форт Ливенворт, чтобы там он принял командование американскими войсками, отправленными для подавления мормонского восстания. В том же году 1-й кавалерийский полк был переведён из гарнизона форта Ливенворт на Великие равнины. Его движение вдоль тропы Санта-Фе в мае и июне умиротворяюще подействовало на встреченные группы индейцев. 2-й кавалерийский полк летом 1857 года имел ряд столкновений с команчами. Наиболее драматическое из них произошло 20 июля у реки Девилс. Второй лейтенант Джон Белл Худ и 24 бойца роты G схватились с примерно 50 воинами команчей, шедшими в набег к Рио-Гранде. Последовал бой, в ходе которого лейтенант и его люди атаковали индейцев с револьверами, отступив только после того, как у большинства закончились патроны. Погибло 2 кавалериста, а Худ и четверо его людей были ранены. Команчи потеряли убитыми 9 человек. Подобные сражения, хотя и менее кровопролитные, происходившие в тот год в Техасе, заставляли враждебных индейцев держаться подальше к западу от фронтира.

## Поход Форда
1858 год стал для техасского фронтира годом перемен. Джефферсона Дэвиса на посту военного министра сменил Джон Флойд. 2-й кавалерийский полк должен был отправиться в форт Ливенворт и в течение мая-июня его роты медленно стягивались к форту Белнап. Поскольку они были широко рассеяны по всему Западному Техасу, то лишь 8 июля там собрались все, кроме роты Н. Тем временем конфликт в Юте заканчивался и необходимость в сборе крупных сил отпала. В конце июля роты начали вновь возвращаться к своим постам.

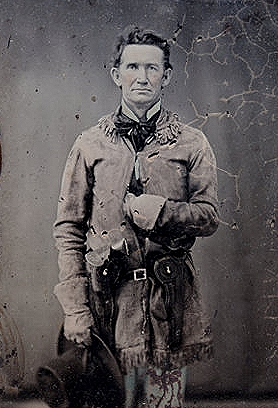
Командир техасских рейнджеров Джон Сэлмон Форд, около 1858 г.

С самого начала года не прекращались набеги команчей. Уже в первой половине января губернатор штата Хардин Раннелс сообщал о разорениях в четырёх округах Техаса. Отсутствие патрулей 2-го кавалерийского полка и подготовка к маршу на север не прошли для индейцев незамеченными. Начало 1858 года стало одним из самых кровавых периодов в истории фронтира с начала Техасской революции. Весной в округе Браун были убиты 5 жителей и угнаны 32 лошади. Губернатор Раннелс потребовал от правительства США усилить оборону штата и лично обратился к генералу Твиггсу с просьбой о помощи. Легислатура Техаса не стала ждать, пока федеральные войска вновь будут способны решить проблему фронтира, и распорядилась о наборе сотни рейнджеров, выделив 70 000 долларов. Командующим техасскими силами был назначен Джон Форд, бывший врач, ветеран Американо-мексиканской войны, член легислатуры штата и индейский агент. Он получил приказ отыскать любых враждебных индейцев и покарать их.
Форд собрал отряд из 102 опытных бойцов фронтира, усилив его 113 индейскими скаутами из резервации Бразос под командованием капитана Шепли Принса Росса. 12 мая Форд нашёл и атаковал большой лагерь котсотека-команчей на западе Индейской территории. Селение состояло из 70 палаток и в нём находилось около 300 воинов. Бой длился весь день, пока команчи не отступили. Форд утверждал, что были убиты 76 команчей, среди которых, несомненно, находились женщины и дети. Потери рейнджеров составили двое убитых и двое раненых. Лагерь был полностью уничтожен, кроме того рейнджеры захватили 18 пленных и более 300 лошадей.
Этот бой, получивший известность как сражение у Литл-Роб-Крика, показал возможность проникновения американских сил в самое сердце страны команчей. Он также предопределил метод ведения войны против индейцев Великих равнин: атаковать любой индейский лагерь, который удавалось отыскать, независимо от признаков вины; нанести быстрый удар без предупреждения, не давая шанса его обитателям сдаться; и безжалостно убивать всех индейцев вне зависимости от возраста и пола. Успех Форда унизил федеральные войска и указал на их неспособность защитить фронтир. Действия техасских рейнджеров, искавших налётчиков в их собственной стране и наносивших там по ним удар, подвигли генерала Твиггса изменить политику федеральных сил.

## Уичитская экспедиция
6 июля 1858 года Дэвид Твиггс написал письмо в Военное министерство США, предлагая направить на территорию враждебных индейцев две экспедиции в составе 4 рот каждая и держать это войско там до лета следующего года, ведя наступление на команчей, кайова и их союзников. Этим он рассчитывал удержать враждебные племена от рейдов в Техас, поскольку они будут заняты защитой своих земель. Министр Флойд согласился с доводами бригадного генерала и одобрил кампанию на Индейскую территорию. 9 августа Твиггс издал специальный приказ об организации карательной экспедиции. Его приказ предписывал участвующим в походе ротам 2-го полка выступить на север от форта Белнап к горам Уичито и основать там лагерь с пехотным гарнизоном. Отсюда кавалерия должна была патрулировать территорию между реками Ред-Ривер и Канейдиан-Ривер. Солдатам предоставлялось право преследовать индейцев, не обращая внимания на границы штатов и территорий. Экспедиция должна была состоять из четырёх рот 2-го кавалерийского полка, подразделения в 50 солдат из двух рот 1-го пехотного полка и контингента индейских скаутов из резервации Бразос. Участвующие в кампании роты начали готовиться к походу.
Возглавить экспедицию должен был исполняющий обязанности командира полка майор Джордж Генри Томас, но из-за личной неприязни к нему генерал Твиггс поручил это бревет-майору Эрлу Ван Дорну. Униженный и разгневанный Томас выразил протест главнокомандующему армии Уинфилду Скотту, но Твиггс не изменил своего решения и майор остался в форте Белнап со своим маленьким штабом и полковыми больными. Назначенный командовать кампанией Ван Дорн имел репутацию храброго и способного офицера. Окончив Вест-Пойнт 52-м из курса в 56 человек, он проявил себя во время войны с Мексикой и заслужил похвалу от командования. Ван Дорн был ниже среднего роста, но обладал беспредельной энергией, любил опасности и риск, и считался многими сослуживцами одним из способнейших кавалерийских офицеров. Будущий генерал армии конфедератов и ветеран войн с индейцами Фицхью Ли называл его «самым заметным офицером полка».

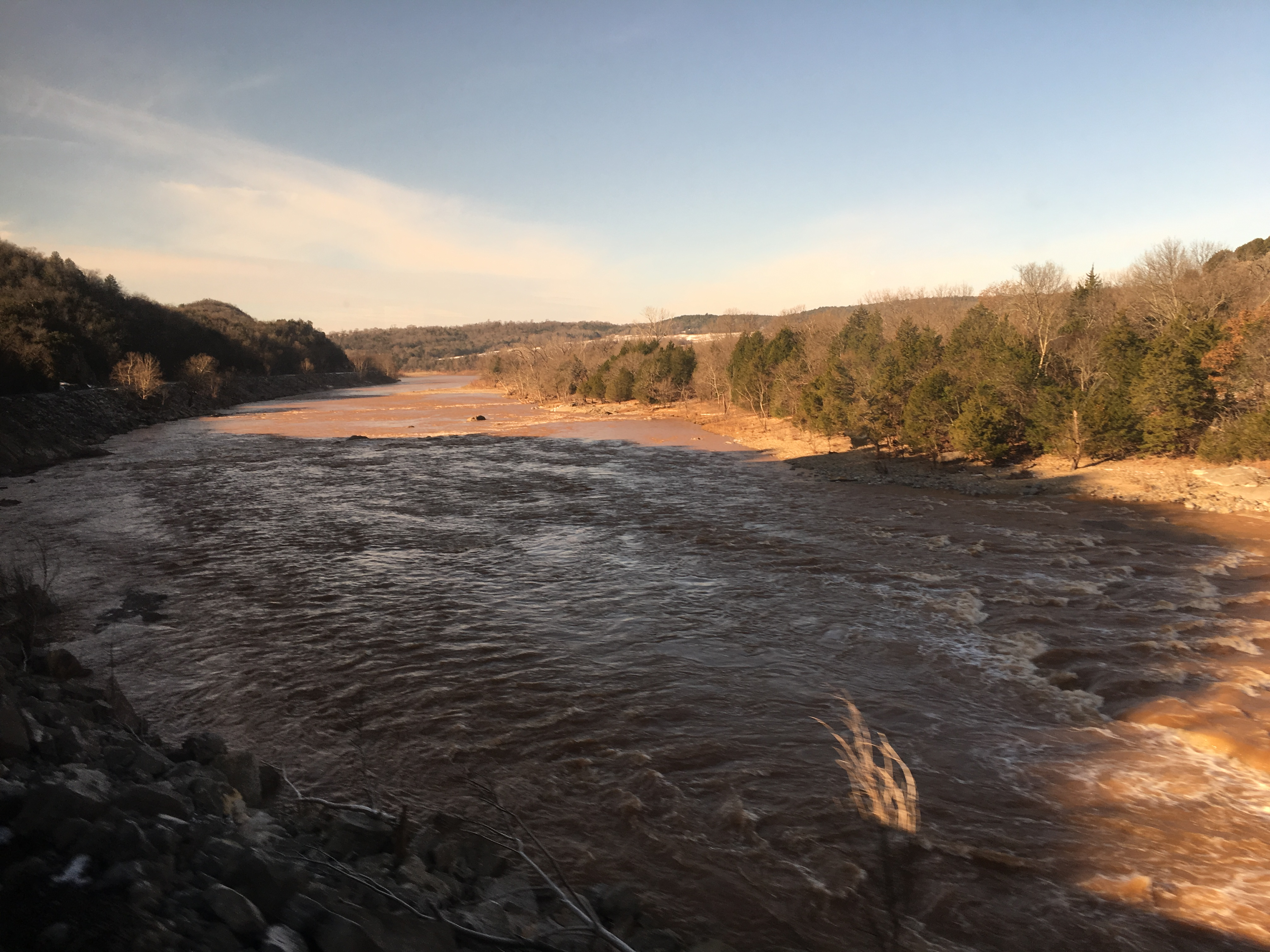
Река Ред-Ривер

На рассвете 15 сентября 1858 года экспедиция покинула форт Белнап и двинулась на север. С войском Ван Дорна находилось 135 индейских скаутов из резервации Бразос, представляющих вако, тавакони, кэддо, делаваров и тонкава. Опасаясь, что Шепли Росс по состоянию здоровья не сможет возглавить скаутов, индейцы выбрали его сына, Лоуренса Салливана Росса, своим новым командиром. Росс-младший проводил каникулы в резервации после учёбы в Уэслианском университете. Путь к горам Уичито был избран вождём тонкава Пласидо, одним из двух основных проводников Росса. Вместе с новым командиром индейцев и вождём тавакони по имени Очилас, Пласидо возглавлял авангард скаутов и вёл 2-й кавалерийский полк на северо-восток по дороге из форта Белнап к Престону. Войско Ван Дорна было не только самой мощной экспедицией американской армии с 1856 года — оно было отлично вооружено современным оружием  и пользовалось улучшенной материально-технической поддержкой по сравнению с предыдущими кампаниями.  Перейдя западный рукав реки Тринити, войско Ван Дорна повернуло на северо-запад, пересекло Ред-Ривер и двинулось к реке Оттер-Крик. От реки Литл-Уошито до Оттер-Крика индейцы выжгли всю траву, чтобы затруднить добычу корма для лошадей. 23 сентября основная колонна прибыла к Оттер-Крику.
Проведя разведку, Росс выбрал подходящее место на юго-восточной стороне реки. Ван Дорн одобрил выбор Росса и кавалеристы начали строить базовый лагерь, ограждённый частоколом. Хорошая родниковая вода находилась в близлежащем источнике, а ореховая роща снабжала древесиной для строительства сооружений. Ван Дорн назвал новый пост Кэмп-Радзимински — в честь популярного первого лейтенанта Чарльза Радзиминского из роты К 2-го кавалерийского полка, польского эмигранта и лихого наездника, недавно скончавшегося от туберкулёза. Последним к Оттер-Крику прибыл обоз из 15 фургонов и 50 вьючных мулов. Марш по выжженной равнине истощил лошадей экспедиции, но зерно, прибывшее с обозом, помогло им восстановиться. В то время как солдаты обустраивали лагерь, индейские скауты были высланы Россом в поисках команчей. После небольшого отдыха Ван Дорн рассчитывал продолжить путь на север. Район вдоль Канейдиан-Ривера был традиционным местом сбора команчей, направлявшихся в Техас и Северную Мексику. Майор изменил своё мнение, когда получил отчёт от двух скаутов-уичита. Настхо, вождь племени, отправился на восток со своим сыном, чтобы посетить деревню соплеменников на реке Хорс-Крик, где он надеялся получить информацию о команчах. К его удивлению рядом с деревней уичита находился большой лагерь команчей.

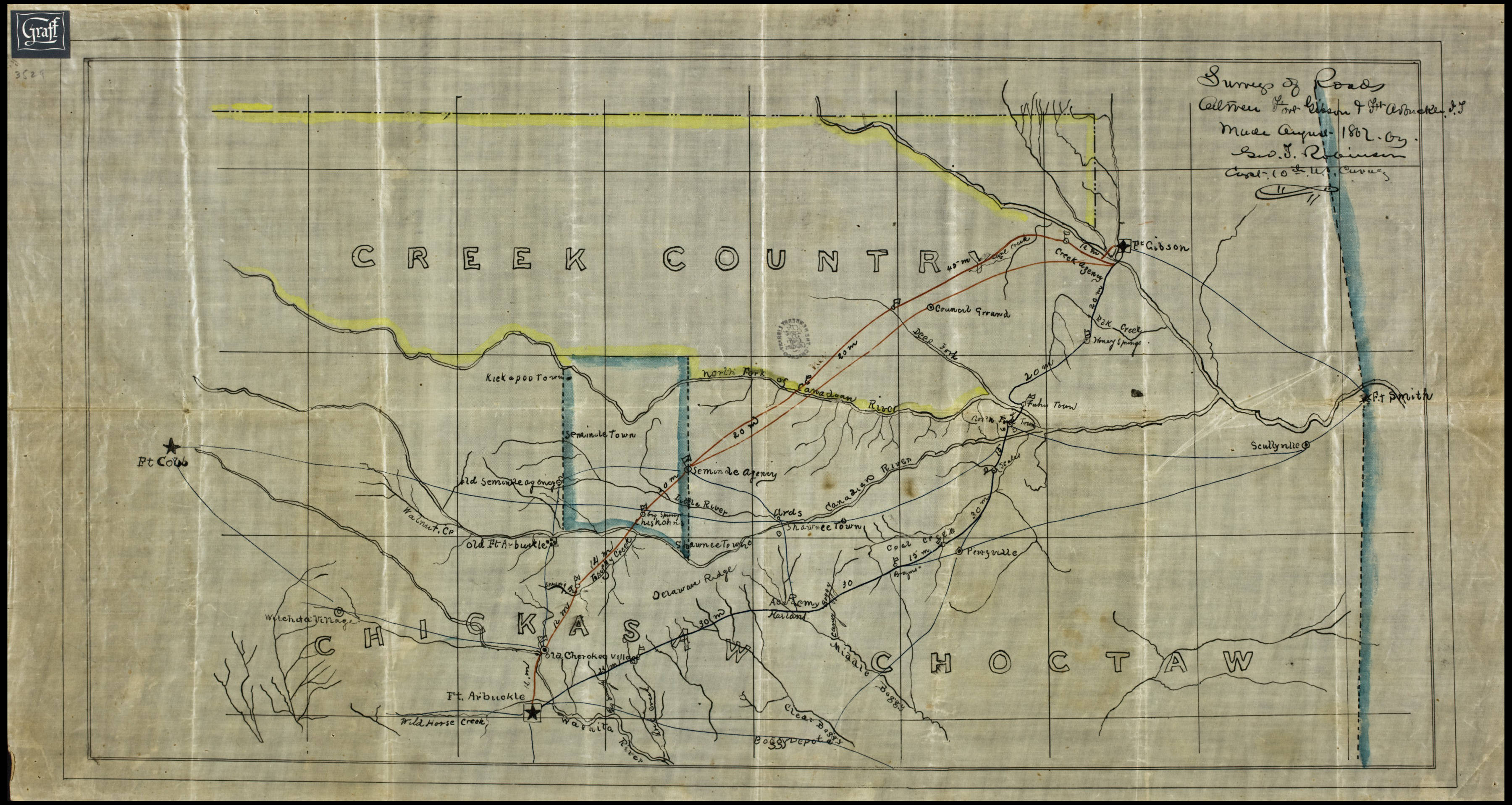
Месторасположение форта Арбакл на Индейской территории, карта 1866 г.

В стойбище команчей находилось от 500 до 600 человек, в нём присутствовали котсотека, пенатека и представители некоторых других племён. Главным вождём лагеря был Куо-хо-ате-ме из котсотека. Среди лидеров находился и Горб Бизона, покинувший Техас и собравший вокруг себя новых последователей, в том числе и из других племён. После сражения с людьми Форда команчи полагали, что за это несут ответственность уичита, поскольку они служили проводниками у рейнджеров. Уичита убедили их в ошибочности этого мнения и племена заключили мир. Комендант ближайшего форта Арбакл, капитан Принс, отправил лейтенанта Пауэлла к вождям команчей, чтобы пригласить их к военному посту для заключения мира с американцами. После торговли и развлечений в деревне уичита команчи планировали отправиться в форт Арбакл. Они знали о кавалеристах, расположившихся у Оттер-Крика. Два воина возвращались из рейда в Мексику и по пути заметили людей Ван Дорна. Когда они прибыли в лагерь соплеменников, то сообщили об этом главному вождю Куо-хо-ате-ме. Уверенные в том, что после визита американского офицера им не грозит опасность, лидеры команчей не предприняли никаких действий для защиты лагеря.

## Сражение
Узнав о лагере команчей, Ван Дорн приказал четырём кавалерийским ротам готовиться к походу, имея в седельных сумках рацион на двое суток. Перед выступлением колонны все фургоны, лошади, мулы и припасы были помещены внутрь частично готового укрепления. Примерно через час после сообщения скаута Настхо, войско Ван Дорна выступило из Кэмп-Радзимински. Двинувшись на восток, майор намеревался атаковать лагерь команчей уже на рассвете следующего дня. Но так как Настхо и его сын не разбирались в европейских мерах расстояний, то деревня уичита оказалась много дальше, чем предполагал Ван Дорн. Вместо утренней атаки его войску пришлось ехать весь день и всю следующую ночь. После полудня 30 сентября он приказал остановиться на привал. С наступлением сумерек колонна двинулась дальше и шла всю ночь. Местность была неровная, что замедляло движение колонны. Солдаты находились в седле уже около 36 часов, причём последние 16 часов без отдыха. Ранним утром 1 октября скауты Настхо и Товакани Джим сообщили Ван Дорну, что стойбище команчей уже рядом и поблизости от него пасётся табун примерно в 500 лошадей.
Команчи были осведомлены о присутствии армии Ван Дорна. Их разведчики следили за лагерем у Оттер-Крика и видели, как американцы покинули его. Индейцы следовали за колонной весь день 30 сентября, держась от неё на расстоянии. Когда Ван Дорн со своим войском остановился на отдых на южном берегу реки Медисин-Блафф-Крик, они наблюдали за солдатами с ближайшего холма. Когда колонна подготовилась к ночному маршу, разведчики вернулись в стойбище и предупредили Куо-хо-ате-ме. Вождь собрал ведущих воинов на совет. Куо-хо-ате-ме предложил покинуть лагерь и избежать встречи с американцами, но шаманка племени убедила вождя и воинов, что солдаты настроены дружелюбно и опасности нет. Переговоры с лейтенантом Пауэллом также добавили уверенности команчам в их безопасности. После окончания совета большинство воинов разошлось по типи, лишь немногие , преисполненные мрачных предчувствий, легли спать на окраине лагеря в кустарнике. Таким образом, стойбище команчей, где охрана лагеря всегда была слабым местом, ничего не сделало, чтобы защитить себя, хотя имело сведения о надвигающейся на него опасности.  
Получив данные скаутов, Ван Дорн отдал приказ развернуться к атаке. Рота Н под командованием Натана Джорджа Эванса должна была ударить по нижней части лагеря. Индейским скаутам, которых возглавлял Росс, было приказано разогнать табун лошадей, предоставив тем самым преимущество конным солдатам Ван Дорна. Чтобы избежать путаницы в бою, скауты повязали белые нарукавные повязки. Сам майор повёл три другие роты к верхней части стойбища. Примерно в 7 утра с гребня холмов солдаты увидели лагерь команчей. Туман уже поднимался, открывая зрелище более сотни палаток на противоположной стороне Раш-Крика на расстоянии несколько сотен метров. Движения в стойбище заметно не было, большинство его обитателей ещё спало. Бой начал Эванс, которому было приказано развернуться в боевой порядок и атаковать, как только перед ним откроется вид на селение команчей. Когда с его стороны послышались выстрелы, горнист войска подал сигнал вступить в бой и остальным частям. Гул атакующей кавалерии застал команчей врасплох, но они быстро овладели собой и выбежали из палаток с оружием в руках. Бесчисленные овраги, ведущие к Раш-Крику, и густой подлесок сорвали эффект атаки, вынудив кавалеристов сломать строй. Оставшись без лошадей, команчи сражались пешими, кроме того, их оружием против револьверов, карабинов и сабель кавалеристов были в основном луки и стрелы.

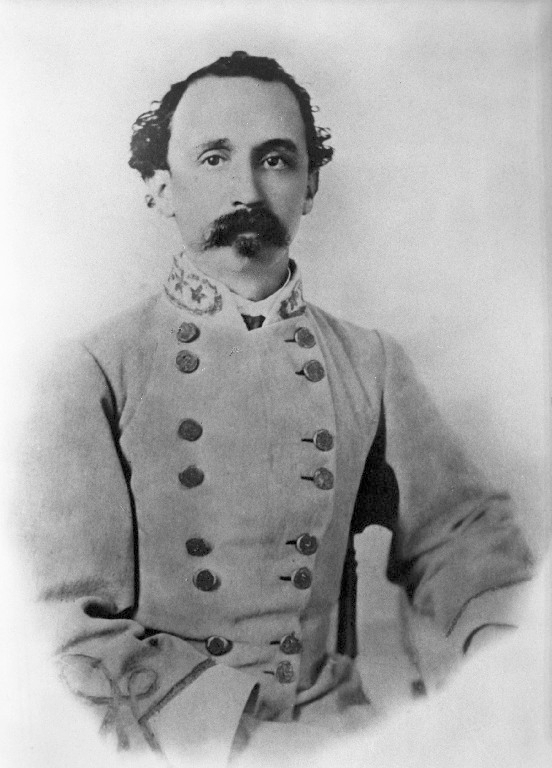
Лоуренс Салливан Росс, 1860-е гг.

Команчи оказали ожесточённое сопротивление, укрываясь в оврагах и зарослях и вступая в рукопашный бой. Воины отчаянно сражались, чтобы дать возможность женщинам, детям и старикам покинуть поле боя. Росс и несколько его скаутов, к которым присоединился лейтенант Корнелиус Ван Камп и двое солдат, стали преследовать группу убегающих команчей и оказались отрезанными от основных сил полка. Внезапно около 25 воинов-команчей атаковали их, осыпав стрелами. Ван Камп был убит, а Росс и рядовой Александр ранены. Один из команчей поднял карабин раненого солдата, выстрелил в Росса и направился к нему с ножом. Стрелявшего воина, Мохи, Салливан знал с детства. В этот момент команчи заметили приближающийся отряд кавалерии и стали отходить. Лейтенант Джеймс Мейджорс застрелил Мохи, когда тот попытался скрыться.
На другом участке боя Ван Дорн стал преследовать двоих команчей, которые пытались покинуть поле боя. Когда он перебрался на другой берег Раш-Крика, воины неожиданно развернулись и послали стрелы в майора. Одна стрела пронзила ему руку, вторая попала в живот. Увидев, что командир ранен, капрал роты А Джозеф Тейлор поспешил ему на выручку, но тоже получил ранение. Вскоре прибыли ещё кавалеристы и отнесли Ван Дорна и Тейлора в безопасное место. Постепенно сражение распространилось по всей долине реки Раш-Крик. Кругом шла ожесточённая борьба, переходящая в рукопашные схватки, атаки и контратаки. Поскольку Ван Дорн был серьёзно и, возможно, смертельно ранен, командование принял на себя капитан Чарльз Уайтинг. Индейские скауты, после успешного обращения в паническое бегство табуна команчей, присоединились к солдатам полка. Подавляющая огневая мощь американской армии взяла верх над луками и стрелами команчей и после двухчасового боя сражение было окончено.

## Итоги и последствия

### Итоги
Мы одержали полную и решительную победу. 56 воинов неприятеля остались мёртвыми на поле боя, и предполагается, что гораздо больше их лежит в окрестностях... Бежавшие имели при себе лишь скудную одежду и оружие, на месте их становища не осталось ничего, кроме пепла и мертвецов.
После окончания боя капитан Уайтинг послал гонца в форт Арбакл с просьбой прислать фургоны с медицинской помощью и рационом на 4 дня. Лагерь команчей был сожжён. Солдаты уничтожили 120 палаток, кухонную утварь, выделанные шкуры, одежду и продовольственные припасы. Кроме того, они завладели табуном команчей в 300 лошадей. Военный департамент Соединённых Штатов высоко оценил победу 2-го кавалерийского полка, а главнокомандующий армией Уинфилд Скотт позднее поздравил Ван Дорна с триумфом.
Полковой врач Уильям Карсуэлл не был уверен, что тяжело раненные Ван Дорн и Росс выживут. Ему удалось извлечь стрелу из живота майора, предварительно срезав её наконечник. Позднее он утверждал, что если бы Ван Дорн поел перед боем, то он бы не выжил. В то время, пока Карсуэлл занимался командиром полка, один из скаутов-кэддо сообщил, что он способен вылечить Салливана Росса. Индеец расстегнул рубашку Росса и обнаружил два пулевых отверстия. Прощупав отверстия куском шёлкового платка, намотанным на шомпол, он пришёл к выводу, что все повреждения причинила только одна пуля. Она вошла Россу в грудь и вышла из спины между лопатками. Скаут промыл раны, нанёс на них мазь и перевязал. После того как Росс пошёл на поправку, Карсуэлл пытался выяснить у индейца состав мази, но тот отказался раскрыть свой секрет.  
Полк оставался поблизости ещё 5 дней, так как Ван Дорну и Россу было необходимо оправиться от тяжёлых ранений и восстановить силы. Затем их поместили на носилки и перевезли в Кэмп-Радзимински. Все убитые кавалеристы, кроме Ван Кампа, были похоронены на поле боя. Тело лейтенанта захоронили западнее места сражения, а в июле 1859 года его останки были перенесены на родину в Пенсильванию. 

### Потери
Во время атаки на индейский лагерь погибли четверо кавалеристов. Первый лейтенант Корнелиус Ван Камп был убит стрелой в сердце. Сержант Джеймс Гаррисон из роты F был смертельно ранен, а рядовые Питер Мейджор и Джейкоб Экхард убиты. Ещё один рядовой, Генри Хауард, пропал без вести и его посчитали погибшим. 13 человек получили ранения в ходе сражения и некоторые из них позднее умерли .
Команчи, по разным оценкам, потеряли убитыми от 56 до 70 человек, среди которых были и женщины. Погибли их четыре вождя, но Горб Бизона и Куо-хо-ате-ме смогли скрыться. Команчи также лишились большинства своих лошадей и всех своих палаток, лагерного имущества и припасов. Нейтральные уичита тоже пострадали в ходе сражения — двое человек оказались убитыми.

### Последствия

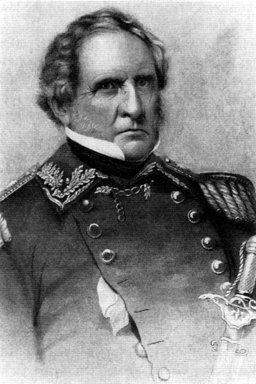
Главнокомандующий армией США генерал Уинфилд Скотт

К 10 октября 2-й кавалерийский полк и индейские скауты вернулись в Кэмп-Радзимински и оставались там до 28 октября, чтобы восстановить свои силы и припасы. Сражение принесло широкую известность Ван Дорну и Салливану Россу. В своём докладе майор высоко оценил действия командира индейских скаутов. 10 октября этот доклад был напечатан в газете Dallas Herald. Генерал Уинфилд Скотт узнал о роли Росса в сражении и предложил ему поступить на военную службу, но тот отклонил предложение генерала и вернулся в университет в Алабаме. В конце октября капитан Уайтинг руководил отрядами кавалеристов во время разведки в окрестностях Антелоп-Хилс. Исследовав территорию между реками Норт-Канейдиан-Ривер и Канейдиан-Ривер, американцы не обнаружили следов команчей и 14 ноября вернулись в свой лагерь у Оттер-Крика. За время отсутствия Уайтинга в Кэмп-Радзимински были посланы две дополнительные роты 2-го полка. В середине ноября вернулся с излечения майор Ван Дорн и немедленно приказал перенести лагерь на несколько миль вверх по течению, где были лучшие пастбища. 
Через несколько дней после сражения газета The Washington Star добыла и опубликовала отчёт лейтенанта Пауэлла о его переговорах с команчами перед боем. Хотя между индейцами и комендантом форта Арбакл капитаном Принсом не было заключено официальное соглашение, публикация в газете бросила тень на успех Уичитской экспедиции и высветила отсутствие согласованных действий в Военном департаменте США. Командующий Техасским департаментом Дэвид Твиггс был вынужден признать, что «кто-то из нас допустил серьёзную ошибку». Принс предупредил Твиггса о концентрации команчей к северу от Ред-Ривера 9 августа. Лейтенант Пауэлл вернулся с переговоров с индейцами 25 или 26 августа. Если бы комендант форта Арбакл немедленно отправил гонца в Техас, то он всё равно вряд ли бы застал Ван Дорна в форте Белнап. Газеты Восточного побережья использовали этот инцидент в качестве предлога для нападок на администрацию президента Пирса. Газета New York Weekly Times утверждала, что мир с команчами можно было бы легко сохранить, если бы не неспровоцированное нападение армии США. Критиковали армию и чиновники Министерства внутренних дел США. Тем не менее 10 ноября 1858 года Военный департамент опубликовал доклад, в котором назвал успех 2-го кавалерийского полка «самой решительной и важной победой».
Команчи во второй раз увидели, что безопасность их семей и становищ на Индейской территории нарушается белыми людьми неожиданным и, по их мнению, беспричинным нападением. Во время переговоров с Пауэллом их вожди спросили о безопасности нахождения лагеря рядом с деревней уичита и получили гарантии, что армия настроена к ним доброжелательно. Вожди, в свою очередь, пообещали вернуть украденных лошадей в форт Арбакл. И после успешных, как думали команчи, переговоров с армейским офицером американская армия внезапно атаковала их спящий лагерь. Отныне они не могли верить американцам, которые одновременно говорили с ними о мире и убивали их. Вождь Горб Бизона, переживший резню в Доме совета в 1840 году, поклялся отомстить техасцам, которые, по его мнению, вновь нарушили условия мирного договора. После сражения у деревни уичита многие команчи покинули Индейскую территорию. Часть ушла к реке Арканзас на север, некоторые временно переместились в Мексику, остальные продолжили рейды в Техас.
Не принимавшие участия в сражении уичита пострадали ничуть не меньше, если не больше, чем команчи. После сражения Ван Дорн забрал всю их кукурузу, заявив, что все убытки им возместит командир форта Арбакл. Кроме того, солдаты убили всех кур и собак в их деревне, сломали несколько жилищ. Команчи обвинили их в предательстве и пообещали отомстить. Племя было вынуждено покинуть свои дома на Раш-Крике и искать спасения в форте Арбакл. Там они влачили жалкое существование на грани голодной смерти, потому что на посту не хватало для них еды. 
Хотя результат Уичитской экспедиции и произвёл впечатление на Военный департамент США, победа Ван Дорна никак не повлияла на частоту и интенсивность набегов враждебных индейцев на техасский фронтир. Неослабевающие кражи лошадей и убийства поселенцев побудили жителей Техаса направить петицию губернатору с просьбой о защите. Раннелс, в свою очередь, отослал петицию военному министру Флойду, который передал её Твиггсу. Командующий Техасским департаментом не предпринял никаких новых действий и был уверен в правильности своей стратегии — 2-й кавалерийский полк должен был оставаться на Индейской территории и продолжать войну с враждебными кочевниками на их землях. Таким образом, успех в сражении у деревни уичита порадовал главнокомандующего армией Скотта и власти в Вашингтоне, но мало что изменил для жителей техасского фронтира.